# Late for the Sky
Late for the Sky är ett musikalbum av Jackson Browne som lanserades i september 1974. Albumet blev nominerat till en Grammy och bemöttes mestadels positivt av musikkritiker. "Fountain of Sorrow" och "Walking Slow" släpptes som singlar från albumet, men listnoterades inte. Skivans titelspår användes i filmen Taxi Driver 1976. Albumet hade enligt RIAA sålt guld 1974, och 1989 hade det sålt platinum. År 2003 listade magasinet Rolling Stone skivan som #372 i listan The 500 Greatest Albums of All Time.
Jackson Browne inspirerades av René Magrittes målning L'Empire des Lumieres från 1954 till skivomslaget. På omslaget kunde man också läsa texten "Skivomslagskoncept av Jackson Browne, om det går för sig för Magritte".

## Låtlista
(alla låtar skrivna av Jackson Browne)
1. "Late for the Sky" – 5:36
2. "Fountain of Sorrow" – 6:42
3. "Farther On" – 5:17
4. "The Late Show" – 5:09
5. "The Road and the Sky" – 3:04
6. "For a Dancer" – 4:42
7. "Walking Slow" – 3:50
8. "Before the Deluge" – 6:18

## Listplaceringar
- Billboard 200, USA: #14[2]